# Doriane Delassus
Pour les articles homonymes, voir Delassus.
Doriane Delassus est une céiste et kayakiste française née le 17 novembre 2002. Elle est la benjamine des Delassus avec Marjorie, Natacha et Anatole.

## Carrière
En 2018, elle remporte deux médailles aux Jeux olympiques de la jeunesse, l'or en canoë slalom et l'argent en kayak slalom. Membre de l'équipe de France juniors, elle est la meilleure Française lors des mondiaux jeunes 2024 et championne d'Europe U23 de kayak-cross.
En 2025, elle décroche sa première qualification avec l’équipe de France sénior pour les Championnats d'Europe de slalom 2025 : elle remporte l'argent par équipe avec les céistes Angèle Hug et Laurène Roisin, puis la médaille de bronze en C1 individuel.